# Frikår

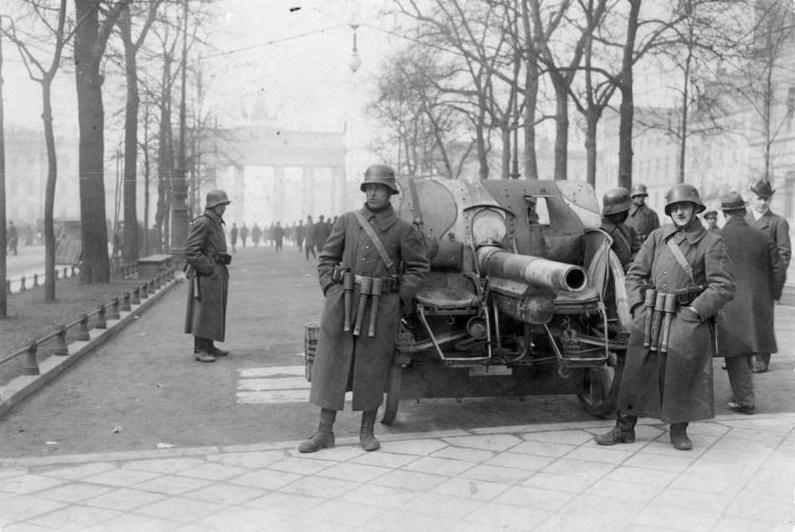
Frikåren Brigade Erhardt under Kappkuppen 1920.

Frikår var ursprungligen en benämning på ett mindre militärt förband som i krig rekryterades på frivillig grund och som ofta ägnade de sig åt gerillakrigföring bakom fiendens linjer. Kända frikårer sattes upp av Ludwig Adolf Wilhelm von Lützow under Napoleonkrigen och av Garibaldi under Italiens enande. Efter första världskriget uppstod politiska väpnade grupper i många länder; en del av dessa kallades för frikårer.

## Sverige

### Munckska kåren
Munckska kåren, även Stockholms luftförsvars frivilliga beredskapsförening, var en hemlig beväpnad frikår i Stockholm. Den uppges ha omfattat cirka 2000 man. Dess syfte var att motverka försök till kommunistiskt maktövertagande i Sverige. Kåren bildades 1927 i Stockholm av den pensionerade generalen Bror Munck. Detta skedde i samförstånd med polischefen i Stockholm och med överståthållarens gillande. I oktober 1931 avslöjades kårens existens vilket ledde till stark kritik.

## Tyskland

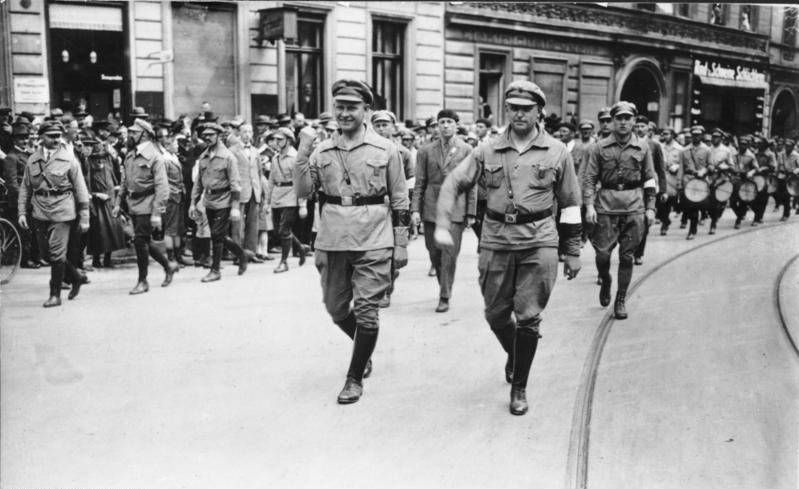
Ernst Thälmann, ledare för Roter Frontkämpferbund marscherar i spetsen för sina uniformerade trupper 1927.

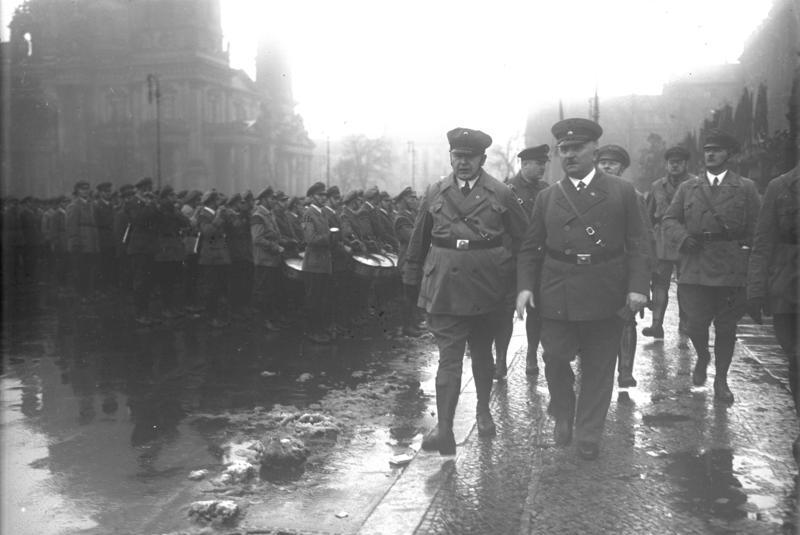
Reichsbanner Schwarz-Rot-Gold paraderar i Berlin 1931.

### Högersinnade frikårer
Efter första världskrigets slut kom frikårer i Tyskland (Freikorps) att beteckna förband av frivilliga som bildades av hemvändande tyska värnpliktiga soldater, yrkes- och reservofficerare och underofficerare efter krigets slut. Frikårer användes av den tyska regeringen för att säkra gränserna mot Polen, Baltikum, Tjeckoslovakien osv i ett skede då gränserna ännu inte var fastställda i fredsavtal och häftiga gränskrig rasade i öster efter det egentliga världskrigets slut. Frikårer deltog också i bekämpandet av olika kommunistiska rådsrepubliker som bildades i tyska städer under början av 1920-talet. 
Frikårerna verkade i ett delvis laglöst tillstånd; de själva lydde bara till viss del under de tyska krigslagarna och deras motståndare i öst var arméer utan stabil statlig förankring. I denna miljö utvecklades hänsynslöshet och självsvåld som i senare skeden av den tyska historien blir ökända begrepp främst i samband med det nazistiska partiets Sturmabteilungen. Kännetecknande för frikårerna är att förbanden numerärt var avsevärt svagare än den ordinarie arméns. Stridsvärdet hos alla länders frikårer var högst varierande och starkt beroende av frikårsofficerarnas personliga auktoritet. 
Som en följd av Versaillesfredens bestämmelser skulle frikårerna upplösas. Den misslyckade statskuppen i mars 1920 ledd av Wolfgang Kapp använde en frikår från Berlin, Marinebrigade Erhardt, som sin stridsstyrka. Även Freikorps Roßbach deltog i Kappkuppen, och senare i Adolf Hitlers ölkällarkupp. Frikårerna kom att upplösas under början av 1920-talet. Vissa av frikårerna blev delar i den nya tyska armén Reichswehr. Många frikårssoldater blev sedermera medlemmar av paramilitära organisationer som SA, SS, Bund Reichskriegsflagge, Stahlhelm m.fl.

### Vänstersinnade frikårer
Trots att termen frikårer i allmänhet är reserverade för kårer och organisationer med högersympatier, fanns det under Weimarrepubliken även ett stort antal vänsterinriktade paramilitära organisationer. Till dessa hörde bl.a. följande:
- Proletarische Hundertschaften, vänstersinnade kampgrupper (frikårer) under 1920-talet, med socialdemokratiska, kommunistiska och fackliga medlemmar. Dessa förbjöds 1923 och blev föregångare till RFB (se nedan).

- Roter Frontkämpferbund (RFB), det tyska kommunistiska partiets paramilitära stridsförband. Organisationen förbjöds 1929.
  - Rote Marine, var en underavdelning av RFB.

- Rote Ruhrarmee, var en socialistisk och syndikalistisk frikår i Ruhrområdet, som stred mot de högersinnade frikårerna 1920.

- Reichsbanner Schwarz-Rot-Gold, var ett paramilitärt stridsförband grundat av socialdemokrater, centrumpartister och medlemmar ur Deutsche Demokratische Partei. Reichsbanner utkämpade hårda gatustrider med både RFB och SA.

Efter andra världskriget var demokratin och statens våldsmonopol mer etablerat i Västtyskland. Väpnade grupper sågs mer allmänt som brottslingar och verkade underjordiskt. Den mest kända av dessa var den kommunistiska organisationen Röda armé-fraktionen (tyska: Rote Armee Fraktion).

## Österrike
Efter första världskriget uppstod två frikårsorganisationer i Österrike, det högersinnade Heimwehr och det socialdemokratiska Republikanischer Schutzbund. Sammandrabbningar mellan dessa ägde rum vid julirevolten 1927 och under det österrikiska inbördeskriget i februari 1934.